# UEFA Women's Cup 2008-2009
La UEFA Women's Cup 2008-2009 è stata l'ottava edizione del torneo europeo femminile di calcio per club UEFA Women's Cup, destinato alle formazioni vincitrici dei massimi campionati nazionali d'Europa. Il torneo è stato vinto per la prima volta dalle tedesche del FCR 2001 Duisburg nella doppia finale contro le russe dello Zvezda 2005 Perm'. La finale di andata ha fatto segnare il record di pubblico con 28 112 spettatori ad assistere alla partita alla MSV Arena di Duisburg. Questa edizione è stata l'ultima sotto il nome di UEFA Women's Cup, poiché dalla stagione successiva si è passati alla UEFA Women's Champions League.

## Formato
Partecipano al torneo 2008-2009 un totale di 43 squadre provenienti da 42 diverse federazioni affiliate alla UEFA. L'1. FFC Francoforte ha partecipato come squadra campione in carica. Essendo l'1. FFC Francoforte anche campione di Germania in carica, il posto per la federazione tedesca è stato assegnato al FCR 2001 Duisburg, secondo classificato in Frauen-Bundesliga 2007-2008.
Il torneo si compone di tre fasi: due fasi a gironi e la fase finale ad eliminazione diretta. Accedono direttamente alla seconda fase a gironi la squadra campione in carica e le squadre appartenenti alle prime sei federazioni secondo il ranking UEFA. Alla prima fase a gironi accedono le squadre appartenenti alle restanti trentasei federazioni secondo il ranking UEFA. Le squadre vincenti i nove gironi della prima fase accedono alla seconda fase a gironi, dove le 16 squadre sono raggruppate in 4 gironi da 4 squadre ciascuno. In ogni girone (sia della prima sia della seconda fase) le squadre giocano una contro l'altra in un mini-torneo all'italiana, ospitato da una delle quattro squadre. Accedono alla fase ad eliminazione diretta le prime due classificate di ciascuno dei quattro gironi della seconda fase. Nei quarti di finale le squadre prima classificate affrontano le squadre seconde classificate nei gironi. I quarti di finale, le semifinali e la finale si giocano con partite di andata e ritorno.
| Turno                 | Andata                    | Ritorno                   |
| --------------------- | ------------------------- | ------------------------- |
| Prima fase a gironi   | dal 4 al 9 settembre 2008 | dal 4 al 9 settembre 2008 |
| Seconda fase a gironi | dal 9 al 14 ottobre 2008  | dal 9 al 14 ottobre 2008  |
| Quarti                | 5-6 novembre 2008         | 12-18 novembre 2008       |
| Semifinali            | 28-29 marzo 2009          | 5 aprile 2009             |
| Finale                | 16 maggio 2009            | 22 maggio 2009            |

## Squadre partecipanti
Azerbaigian e Malta non hanno iscritto una propria squadra alla competizione.
| Seconda fase a gironi        | Seconda fase a gironi  | Seconda fase a gironi | Seconda fase a gironi |
| ---------------------------- | ---------------------- | --------------------- | --------------------- |
| 1. FFC Francoforte (CN) (DT) | FCR 2001 Duisburg (2ª) | Umeå IK (CN)          | Arsenal (CN)          |
| Brøndby (CN)                 | Olympique Lione (CN)   | Bardolino Verona (CN) |                       |
| Prima fase a gironi          |                        |                       |                       |
| Valur (CN)                   | Neulengbach            | Sparta Praga          | Alma-KTZh             |
| Mašinac                      | Breslavia              | Universitet Vitebsk   | Røa (CN)              |
| Zvezda 2005 Perm'            | SFK 2000               | Maccabi Holon         | 1. FC Femina          |
| Clujana                      | 1º Dezembro            | NSA Sofia             | PAOK                  |
| AZ Alkmaar (CN)              | ŽNK Krka               | Levante               | Cardiff City Ladies   |
| Osijek                       | Honka                  | Tienen                | Narta Chișinău        |
| Gintra Universitetas         | Zurigo (CN)            | Naftokhimik Kalush    | ŽFK Skiponjat         |
| KÍ Klaksvík                  | Slovan Duslo Šaľa      | Glasgow City          | Galway United         |
| Glentoran Belfast Utd        | Vamos Idaliou          | Levadia Tallinn       | Iveria Khashuri       |

## Prima fase a gironi
Le partite dei singoli gironi della prima fase sono state ospitate da una delle quattro squadre, indicata in corsivo.

### Gruppo A1
| Pos. | Squadra              | Pt | G | V | N | P | GF | GS | DR  |
| ---- | -------------------- | -- | - | - | - | - | -- | -- | --- |
| 1.   | Zvezda 2005 Perm'    | 9  | 3 | 3 | 0 | 0 | 17 | 0  | +17 |
| 2.   | Gintra Universitetas | 4  | 3 | 1 | 1 | 1 | 4  | 10 | -6  |
| 3.   | 1. FC Femina         | 3  | 3 | 1 | 0 | 2 | 3  | 4  | -1  |
| 4.   | KÍ Klaksvík          | 1  | 3 | 0 | 1 | 2 | 3  | 13 | -10 |

| 4 settembre 2008 | Zvezda 2005 Perm'    | 8 - 0 | Gintra Universitetas | Šiauliai |
| 4 settembre 2008 | 1. FC Femina         | 3 - 1 | KÍ Klaksvík          | Šiauliai |
| 6 settembre 2008 | Zvezda 2005 Perm'    | 8 - 0 | KÍ Klaksvík          | Šiauliai |
| 6 settembre 2008 | Gintra Universitetas | 2 - 0 | 1. FC Femina         | Šiauliai |
| 9 settembre 2008 | 1. FC Femina         | 0 - 1 | Zvezda 2005 Perm'    | Šiauliai |
| 9 settembre 2008 | KÍ Klaksvík          | 2 - 2 | Gintra Universitetas | Šiauliai |

### Gruppo A2
| Pos. | Squadra        | Pt | G | V | N | P | GF | GS | DR  |
| ---- | -------------- | -- | - | - | - | - | -- | -- | --- |
| 1.   | Glasgow City   | 7  | 3 | 2 | 1 | 0 | 16 | 1  | +15 |
| 2.   | AZ Alkmaar     | 7  | 3 | 2 | 1 | 0 | 12 | 2  | +10 |
| 3.   | Mašinac        | 3  | 3 | 1 | 0 | 2 | 16 | 9  | +7  |
| 4.   | Narta Chișinău | 0  | 3 | 0 | 0 | 3 | 1  | 33 | -32 |

| 4 settembre 2008 | Mašinac        | 15 - 1 | Narta Chișinău | Niš |
| 4 settembre 2008 | AZ Alkmaar     | 1 - 1  | Glasgow City   | Niš |
| 6 settembre 2008 | Mašinac        | 0 - 4  | Glasgow City   | Niš |
| 6 settembre 2008 | Narta Chișinău | 0 - 7  | AZ Alkmaar     | Niš |
| 9 settembre 2008 | AZ Alkmaar     | 4 - 1  | Mašinac        | Niš |
| 9 settembre 2008 | Glasgow City   | 11 - 0 | Narta Chișinău | Niš |

### Gruppo A3
| Pos. | Squadra       | Pt | G | V | N | P | GF | GS | DR  |
| ---- | ------------- | -- | - | - | - | - | -- | -- | --- |
| 1.   | Levante       | 7  | 3 | 2 | 1 | 0 | 18 | 2  | +16 |
| 2.   | Sparta Praga  | 7  | 3 | 2 | 1 | 0 | 12 | 0  | +12 |
| 3.   | Tienen        | 3  | 3 | 1 | 0 | 2 | 10 | 14 | -4  |
| 4.   | ŽFK Skiponjat | 0  | 3 | 0 | 0 | 3 | 2  | 26 | -24 |

| 4 settembre 2008 | Sparta Praga  | 3 - 0 | Tienen        | Skiponjat |
| 4 settembre 2008 | Levante       | 9 - 0 | ŽFK Skiponjat | Skiponjat |
| 6 settembre 2008 | Sparta Praga  | 9 - 0 | ŽFK Skiponjat | Skiponjat |
| 6 settembre 2008 | Tienen        | 2 - 9 | Levante       | Skiponjat |
| 9 settembre 2008 | Levante       | 0 - 0 | Sparta Praga  | Skiponjat |
| 9 settembre 2008 | ŽFK Skiponjat | 2 - 8 | Tienen        | Skiponjat |

### Gruppo A4
La squadra campione di Georgia, l'Iveria Khashuri, si è ritirata dalla competizione a causa dello scoppio della seconda guerra in Ossezia del Sud.
| Pos. | Squadra         | Pt  | G  | V  | N  | P  | GF | GS | DR  |
| ---- | --------------- | --- | -- | -- | -- | -- | -- | -- | --- |
| 1.   | Røa             | 6   | 2  | 2  | 0  | 0  | 9  | 0  | +9  |
| 2.   | Honka           | 3   | 2  | 1  | 0  | 1  | 6  | 2  | +4  |
| 3.   | NSA Sofia       | 0   | 2  | 0  | 0  | 2  | 0  | 13 | -13 |
| 4.   | Iveria Khashuri | --- | -- | -- | -- | -- | -- | -- | --  |

| 4 settembre 2008 | Røa       | 2 - 0 | Honka     | Oslo |
| 6 settembre 2008 | Honka     | 6 - 0 | NSA Sofia | Oslo |
| 9 settembre 2008 | NSA Sofia | 0 - 7 | Røa       | Oslo |

### Gruppo A5
| Pos. | Squadra             | Pt | G | V | N | P | GF | GS | DR  |
| ---- | ------------------- | -- | - | - | - | - | -- | -- | --- |
| 1.   | Valur               | 9  | 3 | 3 | 0 | 0 | 23 | 3  | +20 |
| 2.   | Maccabi Holon       | 4  | 3 | 1 | 1 | 1 | 3  | 11 | -8  |
| 3.   | Slovan Duslo Šaľa   | 2  | 3 | 0 | 2 | 1 | 3  | 7  | -4  |
| 4.   | Cardiff City Ladies | 1  | 3 | 0 | 1 | 2 | 2  | 10 | -8  |

| 4 settembre 2008 | Valur               | 8 - 1 | Cardiff City Ladies | Šaľa |
| 4 settembre 2008 | Maccabi Holon       | 1 - 1 | Slovan Duslo Šaľa   | Šaľa |
| 6 settembre 2008 | Valur               | 6 - 2 | Slovan Duslo Šaľa   | Šaľa |
| 6 settembre 2008 | Cardiff City Ladies | 1 - 2 | Maccabi Holon       | Šaľa |
| 9 settembre 2008 | Maccabi Holon       | 0 - 9 | Valur               | Šaľa |
| 9 settembre 2008 | Slovan Duslo Šaľa   | 0 - 0 | Cardiff City Ladies | Šaľa |

### Gruppo A6
| Pos. | Squadra               | Pt | G | V | N | P | GF | GS | DR  |
| ---- | --------------------- | -- | - | - | - | - | -- | -- | --- |
| 1.   | Alma-KTZh             | 9  | 3 | 3 | 0 | 0 | 14 | 2  | +12 |
| 2.   | Clujana               | 6  | 3 | 2 | 0 | 1 | 10 | 4  | +6  |
| 3.   | Osijek                | 1  | 3 | 0 | 1 | 2 | 3  | 7  | -4  |
| 4.   | Glentoran Belfast Utd | 1  | 3 | 0 | 1 | 2 | 1  | 15 | -14 |

| 4 settembre 2008 | Alma-KTZh | 3 - 1 | Osijek    | Osijek |
| 4 settembre 2008 | Clujana   | 6 - 0 | Glentoran | Osijek |
| 6 settembre 2008 | Alma-KTZh | 8 - 0 | Glentoran | Osijek |
| 6 settembre 2008 | Osijek    | 1 - 3 | Clujana   | Osijek |
| 9 settembre 2008 | Clujana   | 1 - 3 | Alma-KTZh | Osijek |
| 9 settembre 2008 | Glentoran | 1 - 1 | Osijek    | Osijek |

### Gruppo A7
| Pos. | Squadra       | Pt | G | V | N | P | GF | GS | DR  |
| ---- | ------------- | -- | - | - | - | - | -- | -- | --- |
| 1.   | Neulengbach   | 9  | 3 | 3 | 0 | 0 | 18 | 0  | +18 |
| 2.   | 1º Dezembro   | 4  | 3 | 1 | 1 | 1 | 8  | 6  | +2  |
| 3.   | ŽNK Krka      | 4  | 3 | 1 | 1 | 1 | 10 | 7  | +3  |
| 4.   | Vamos Idaliou | 0  | 3 | 0 | 0 | 3 | 1  | 24 | -23 |

| 4 settembre 2008 | Neulengbach   | 6 - 0 | ŽNK Krka      | Neulengbach |
| 4 settembre 2008 | 1º Dezembro   | 7 - 1 | Vamos Idaliou | Neulengbach |
| 6 settembre 2008 | Neulengbach   | 8 - 0 | Vamos Idaliou | Neulengbach |
| 6 settembre 2008 | ŽNK Krka      | 1 - 1 | 1º Dezembro   | Neulengbach |
| 9 settembre 2008 | 1º Dezembro   | 0 - 4 | Neulengbach   | Neulengbach |
| 9 settembre 2008 | Vamos Idaliou | 0 - 9 | ŽNK Krka      | Neulengbach |

### Gruppo A8
| Pos. | Squadra            | Pt | G | V | N | P | GF | GS | DR |
| ---- | ------------------ | -- | - | - | - | - | -- | -- | -- |
| 1.   | Naftokhimik Kalush | 9  | 3 | 3 | 0 | 0 | 4  | 1  | +3 |
| 2.   | Breslavia          | 6  | 3 | 2 | 0 | 1 | 8  | 1  | +5 |
| 3.   | PAOK               | 3  | 3 | 1 | 0 | 2 | 3  | 5  | -2 |
| 4.   | Levadia Tallinn    | 0  | 3 | 0 | 0 | 3 | 1  | 9  | -8 |

| 4 settembre 2008 | Breslavia          | 0 - 1 | Naftokhimik Kalush | Breslavia |
| 4 settembre 2008 | PAOK               | 3 - 0 | Levadia Tallinn    | Breslavia |
| 6 settembre 2008 | Breslavia          | 4 - 0 | Levadia Tallinn    | Breslavia |
| 6 settembre 2008 | Naftokhimik Kalush | 1 - 0 | PAOK               | Breslavia |
| 9 settembre 2008 | PAOK               | 0 - 4 | Breslavia          | Breslavia |
| 9 settembre 2008 | Levadia Tallinn    | 1 - 2 | Naftokhimik Kalush | Breslavia |

### Gruppo A9
| Pos. | Squadra             | Pt | G | V | N | P | GF | GS | DR |
| ---- | ------------------- | -- | - | - | - | - | -- | -- | -- |
| 1.   | Zurigo              | 7  | 3 | 2 | 1 | 0 | 6  | 3  | +3 |
| 2.   | Galway United       | 4  | 3 | 1 | 1 | 1 | 2  | 2  | 0  |
| 3.   | Universitet Vitebsk | 4  | 3 | 1 | 1 | 1 | 3  | 4  | -1 |
| 4.   | SFK 2000            | 1  | 3 | 0 | 1 | 2 | 3  | 5  | -2 |

| 4 settembre 2008 | Universitet Vitebsk | 1 - 1 | Zurigo              | Sarajevo |
| 4 settembre 2008 | SFK 2000            | 0 - 0 | Galway United       | Sarajevo |
| 6 settembre 2008 | Universitet Vitebsk | 0 - 2 | Galway United       | Sarajevo |
| 6 settembre 2008 | Zurigo              | 3 - 2 | SFK 2000            | Sarajevo |
| 9 settembre 2008 | SFK 2000            | 1 - 2 | Universitet Vitebsk | Sarajevo |
| 9 settembre 2008 | Galway United       | 0 - 2 | Zurigo              | Sarajevo |

## Seconda fase a gironi
Le partite dei singoli gironi della prima fase sono state ospitate da una delle quattro squadre, indicata in corsivo.

### Gruppo B1
| Pos. | Squadra            | Pt | G | V | N | P | GF | GS | DR |
| ---- | ------------------ | -- | - | - | - | - | -- | -- | -- |
| 1.   | Zvezda 2005 Perm'  | 9  | 3 | 3 | 0 | 0 | 5  | 1  | +4 |
| 2.   | 1. FFC Francoforte | 6  | 3 | 2 | 0 | 1 | 6  | 3  | +3 |
| 3.   | Røa                | 3  | 3 | 1 | 0 | 2 | 8  | 7  | +1 |
| 4.   | Glasgow City       | 0  | 3 | 0 | 0 | 3 | 2  | 10 | -8 |

| 9 ottobre 2008  | 1. FFC Francoforte | 0 - 1 | Zvezda 2005 Perm'  | Oslo |
| 9 ottobre 2008  | Glasgow City       | 1 - 6 | Røa                | Oslo |
| 11 ottobre 2008 | 1. FFC Francoforte | 3 - 1 | Røa                | Oslo |
| 11 ottobre 2008 | Zvezda 2005 Perm'  | 1 - 0 | Glasgow City       | Oslo |
| 14 ottobre 2008 | Glasgow City       | 1 - 3 | 1. FFC Francoforte | Oslo |
| 14 ottobre 2008 | Røa                | 1 - 3 | Zvezda 2005 Perm'  | Oslo |

### Gruppo B2
| Pos. | Squadra          | Pt | G | V | N | P | GF | GS | DR  |
| ---- | ---------------- | -- | - | - | - | - | -- | -- | --- |
| 1.   | Umeå IK          | 9  | 3 | 3 | 0 | 0 | 15 | 1  | +14 |
| 2.   | Bardolino Verona | 6  | 3 | 2 | 0 | 1 | 5  | 7  | -2  |
| 3.   | Valur            | 3  | 3 | 1 | 0 | 2 | 11 | 8  | +3  |
| 4.   | Alma-KTZh        | 0  | 3 | 0 | 0 | 3 | 1  | 16 | -15 |

| 9 ottobre 2008  | Bardolino Verona | 2 - 1 | Alma-KTZh        | Umeå |
| 9 ottobre 2008  | Umeå IK          | 5 - 1 | Valur            | Umeå |
| 11 ottobre 2008 | Valur            | 2 - 3 | Bardolino Verona | Umeå |
| 11 ottobre 2008 | Umeå IK          | 6 - 0 | Alma-KTZh        | Umeå |
| 14 ottobre 2008 | Alma-KTZh        | 0 - 8 | Valur            | Umeå |
| 14 ottobre 2008 | Bardolino Verona | 0 - 4 | Umeå IK          | Umeå |

### Gruppo B3
| Pos. | Squadra         | Pt | G | V | N | P | GF | GS | DR  |
| ---- | --------------- | -- | - | - | - | - | -- | -- | --- |
| 1.   | Olympique Lione | 9  | 3 | 3 | 0 | 0 | 18 | 1  | +17 |
| 2.   | Arsenal         | 6  | 3 | 2 | 0 | 1 | 13 | 5  | +8  |
| 3.   | Neulengbach     | 3  | 3 | 1 | 0 | 2 | 5  | 17 | -12 |
| 4.   | Zurigo          | 0  | 3 | 0 | 0 | 3 | 6  | 19 | -13 |

| 9 ottobre 2008  | Arsenal         | 7 - 2 | Zurigo          | Lione |
| 9 ottobre 2008  | Olympique Lione | 8 - 0 | Neulengbach     | Lione |
| 11 ottobre 2008 | Arsenal         | 6 - 0 | Neulengbach     | Lione |
| 11 ottobre 2008 | Zurigo          | 1 - 7 | Olympique Lione | Lione |
| 14 ottobre 2008 | Olympique Lione | 3 - 0 | Arsenal         | Lione |
| 14 ottobre 2008 | Neulengbach     | 5 - 3 | Zurigo          | Lione |

### Gruppo B4
| Pos. | Squadra            | Pt | G | V | N | P | GF | GS | DR  |
| ---- | ------------------ | -- | - | - | - | - | -- | -- | --- |
| 1.   | FCR 2001 Duisburg  | 9  | 3 | 3 | 0 | 0 | 14 | 2  | +12 |
| 2.   | Brøndby            | 6  | 3 | 2 | 0 | 1 | 7  | 5  | +2  |
| 3.   | Levante            | 3  | 3 | 1 | 0 | 2 | 4  | 7  | -3  |
| 4.   | Naftokhimik Kalush | 0  | 3 | 0 | 0 | 3 | 3  | 14 | -11 |

| 10 ottobre 2008 | Brøndby            | 1 - 0 | Levante            | Kaluš |
| 10 ottobre 2008 | FCR 2001 Duisburg  | 5 - 1 | Naftokhimik Kalush | Kaluš |
| 12 ottobre 2008 | Brøndby            | 5 - 1 | Naftokhimik Kalush | Kaluš |
| 12 ottobre 2008 | Levante            | 0 - 5 | FCR 2001 Duisburg  | Kaluš |
| 14 ottobre 2008 | FCR 2001 Duisburg  | 4 - 1 | Brøndby            | Kaluš |
| 14 ottobre 2008 | Naftokhimik Kalush | 1 - 4 | Levante            | Kaluš |

## Fase a eliminazione diretta

### Quarti di finale
| Squadra 1          | Totale | Squadra 2         | Andata | Ritorno |
| ------------------ | ------ | ----------------- | ------ | ------- |
| Brøndby            | 3 – 7  | Zvezda 2005 Perm' | 2 – 4  | 1 – 3   |
| 1. FFC Francoforte | 1 – 5  | FCR 2001 Duisburg | 1 – 3  | 0 – 2   |
| Arsenal            | 3 – 8  | Umeå IK           | 3 – 2  | 0 – 6   |
| Bardolino Verona   | 1 – 9  | Olympique Lione   | 0 – 5  | 1 – 4   |

#### Andata
| Arbitro: | Alexandra Ihringova |

|                         |           |                                                |
| Christensen 6’ Pape 47’ | Marcatori | 38’, 88’ Barbashina 45+2’ Djatel 60’ Zinchenko |

| Arbitro: | Kateryna Monzul' |

|           |           |                                           |
| Prinz 68’ | Marcatori | 7’ Grings 19’ (aut.) Plessen 37’ Bresonik |

| Arbitro: | Floarea Cristina Ionescu |

|                                   |           |                           |
| Ludlow 2’ Fleeting 77’ Little 79’ | Marcatori | 13’ Yamaguchi 71’ Östberg |

| Arbitro: | Eva Oedlund |

|  |           |                                                   |
|  | Marcatori | 12’, 15’ Schelin 33’ Abily 68’ Petit 89’ Brétigny |

#### Ritorno
| Arbitro: | Christine Beck |

|                                                           |           |  |
| Marta 1’, 44’, 46’, 59’ Ljungberg 48’ Rönnlund 73’ (rig.) | Marcatori |  |

| Arbitro: | Snjezana Focic |

|                                            |           |          |
| Djatel 9’ Barbashina 18’ Savchenkova 90+1’ | Marcatori | 53’ Pape |

| Arbitro: | Dagmar Damková |

|                         |           |  |
| Grings 45’ Bresonik 72’ | Marcatori |  |

| Arbitro: | Nicole Petignat |

|                                              |           |         |
| Katia 38’ Petit 55’ Nécib 68’ Brétigny 90+3’ | Marcatori | 3’ Boni |

### Semifinali
| Squadra 1         | Totale | Squadra 2         | Andata | Ritorno |
| ----------------- | ------ | ----------------- | ------ | ------- |
| Olympique Lione   | 2 – 4  | FCR 2001 Duisburg | 1 – 1  | 1 – 3   |
| Zvezda 2005 Perm' | 4 – 2  | Umeå IK           | 2 – 0  | 2 – 2   |

#### Andata
| Arbitro: | Alexandra Ihringova |

|               |           |          |
| Stensland 23’ | Marcatori | 67’ Maes |

| Arbitro: | Cristina Dorcioman |

|                                |           |  |
| Zinchenko 9’ (rig.) Djatel 50’ | Marcatori |  |

#### Ritorno
| Arbitro: | Kirsi Savolainen |

|                                     |           |            |
| Grings 38’, 43’ Bresonik 54’ (pen.) | Marcatori | 45’ Thomis |

| Arbitro: | Dagmar Damková |

|                          |           |                      |
| Ljungberg 22’ Edlund 65’ | Marcatori | 30’, 76’ Apanaščenko |

### Finale
| Squadra 1         | Totale | Squadra 2         | Andata | Ritorno |
| ----------------- | ------ | ----------------- | ------ | ------- |
| Zvezda 2005 Perm' | 1 – 7  | FCR 2001 Duisburg | 0 – 6  | 1 – 1   |

#### Andata
| Arbitro: | Claudine Brohet |

|  |           |                                                          |
|  | Marcatori | 42’, 82’ Maes 64’ (rig.), 84’, 90+1’ Grings 70’ Bajramaj |

#### Ritorno
| Arbitro: | Jenny Palmqvist |

|           |           |                 |
| Krahn 45’ | Marcatori | 25’ Apanaščenko |

## Statistiche

### Classifica marcatrici
Solo fase finale.
| Gol |  |  | Giocatore          | Squadra           |
| --- |  |  | ------------------ | ----------------- |
| 7   |  |  | Inka Grings        | FCR 2001 Duisburg |
| 4   |  |  | Marta              | Umeå IK           |
| 3   |  |  | Daryna Apanaščenko | Zvezda 2005 Perm' |
| 3   |  |  | Linda Bresonik     | FCR 2001 Duisburg |
| 3   |  |  | Natalia Barbashina | Zvezda 2005 Perm' |
| 3   |  |  | Vira Djatel        | Zvezda 2005 Perm' |
| 3   |  |  | Femke Maes         | FCR 2001 Duisburg |